# 젠 타일러
젠 테일러(Jen Taylor, 1973년 2월 17일 ~ )는 미국의 성우, 배우이다.

## 목소리 연기

### 비디오 게임
- 마리오 (1999-2007) - 피치 공주, 키노피오, 캐서린, 데이지 공주, 키노피코 역
  - 대난투 스매시브라더스 DX (2001) - 피치 공주 역
  - 루이지 맨션 (2001) - 키노피오 역
- 헤일로: 컴뱃 이볼브드 (2001) - 코타나 역
  - 헤일로 2 (2004)
  - 헤일로 3 (2007)
  - 헤일로: 리치 (2010)
  - 헤일로 4 (2012)
  - 헤일로 5: 가디언즈 (2015)
  - 헤일로 인피니트 (2021)

### 텔레비전
- 헤일로 (2022-현재) - 코타나 역